# 馬哈古吉拉特運動
馬哈古吉拉特運動是印度在1956年出現的一個政治運動，旨在令孟買邦內古吉拉特語使用地區單獨設邦。1960年5月1日，古吉拉特邦成功設立。同時隨著古吉拉特邦的成立，孟買邦的馬拉地語地區設立了馬哈拉什特拉邦。